# Mihăiești (Fehér megye)
Mihăiești falu Romániában, Erdélyben, Fehér megyében. Közigazgatásilag Bisztra községhez tartozik.

## Fekvése
A Mócvidéken, Bisztra közelében fekvő település.

## Története
Mihăieşti korábban Bisztra része volt, 1956 körül vált külön 90 lakossal.
1966-ban 66, 1977-ben 72, 1992-ben 57, 2002-ben pedig 46 román lakosa volt.